# Manga Time Kirara Max
Manga Time Kirara Max (まんがタイムきららMAX?) è una rivista giapponese di manga seinen della Houbunsha, che pubblica principalmente manga in formato yonkoma. Il primo numero è stato pubblicato il 29 settembre 2004. Attualmente la rivista è pubblicata il 19 di ogni mese.

## Serie pubblicate

### Attuali
- Is the Order a Rabbit?
- Kin-iro Mosaic[1]
- Magic of Stella
- Comic Girls
- Ichigo no Haitta Sodasui

### Terminate
- Kanamemo
- The Last Uniform
- Welcome to Wakaba-Soh
- Kotoha no Ōji-sama
- Free!
- Rakka Ryūsui
- Hon no Jūnin
- Honjitsu Watashi wa Enjō Shimashita

## Adattamenti anime
- Kanamemo - Estate 2009
- Kin-iro Mosaic - Estate 2013
- Is the Order a Rabbit? - Primavera 2014
- Hello!! Kin-iro Mosaic - Primavera 2015
- Is the Order a Rabbit?? - Autunno 2015
- Magic of Stella - Autunno 2016
- Comic Girls - Primavera 2018